# Oncidium
Genre
Synonymes
- Chamaeleorchis Senghas & Luckel[1]
- Chamaeleorchis Senghas & Lückel[2]
- Cochlioda Lindl.[1] [2]
- Collare-Stuartense Senghas & Bockemuhl[1]
- Collare-stuartense Senghas & Bockemühl[2]
- Gynizodon Raf.[1]
- Heteranthocidium Szlach. & al.[1]
- Heteranthocidium Szlach., Mytnik & Romowicz[2]
- Mexicoa Garay[1] [2]
- Miltoniastrum (Rchb.f.) Lindl.[2]
- Miltonioides Brieger & Luckel[1]
- Miltonioides Brieger & Lückel[2]
- Odontoglossum Kunth[1] [2]
- Papiliopsis E. Morren[1]
- Petalocentrum Schltr.[1] [2]
- Roezliella Schltr.[1] [2]
- Sigmatostalix Rchb. f.[1]
- Solenidiopsis Senghas[1]
- Symphyglossum Schltr.[1]
- Tolumnia Raf.[1]
- Xeilyathum Raf.[1]

Oncidium est un genre d'orchidées originaire d'Amérique tropicale (de l'Argentine jusqu'à la Floride) de dimensions très variables selon l'espèce. Les espèces du genre sont cultivées et vendues pour leurs jolies fleurs jaunes tachetées de marron dans la forme la plus courante. Les hybrides horticoles présentent souvent un labelle bien développé.
Ce genre a été créé en 1800 par le botaniste suédois Olof Peter Swartz (1760-1818). En 2009, les botanistes britanniques Mark Wayne Chase et Norris Hagan Williams on révisé la classification de nombreuses espèces, recombinées notamment dans le genre Gomesa.

## Liste des espèces
Selon World Checklist of Selected Plant Families (WCSP) (17 février 2017) :

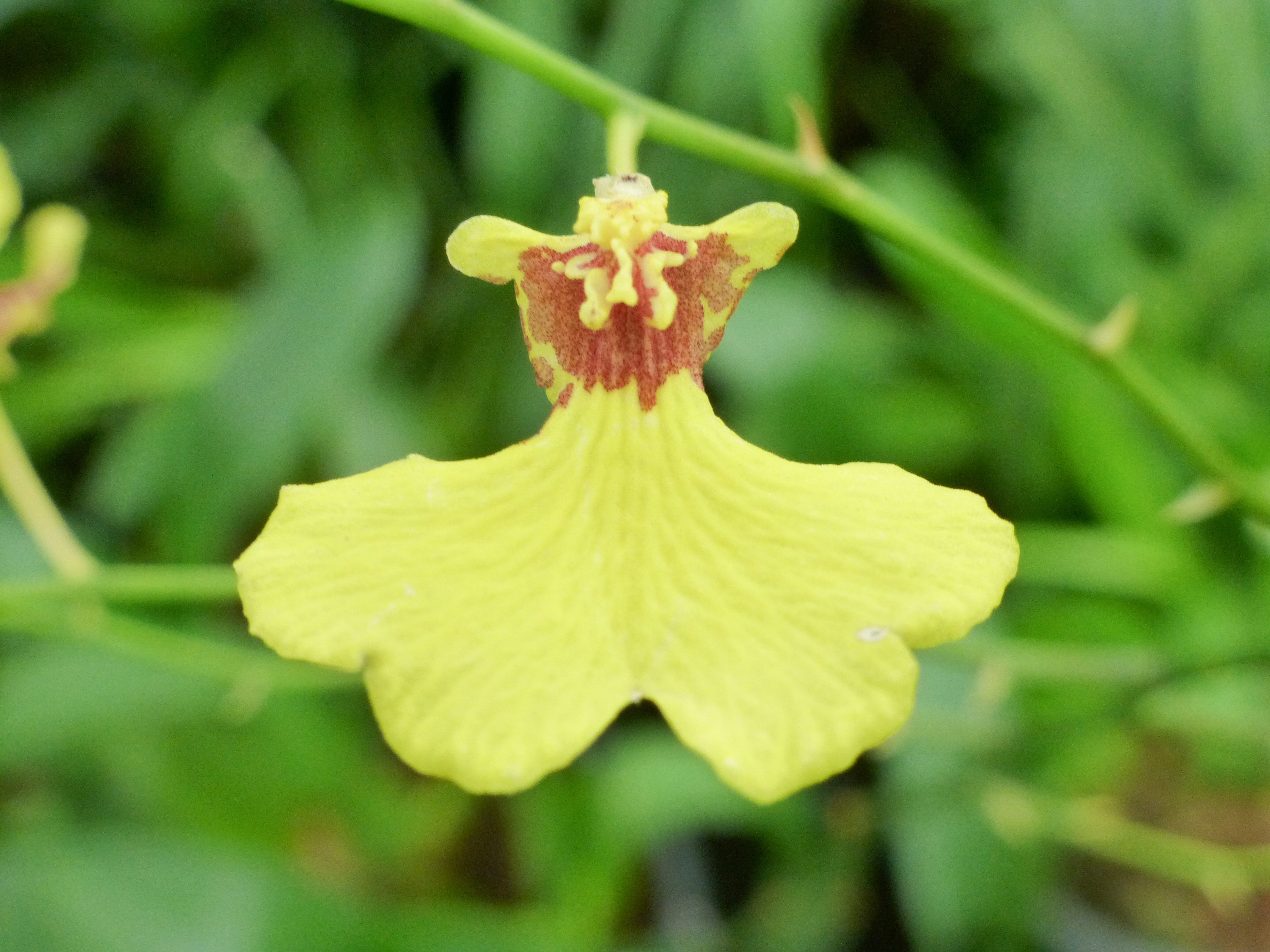
Oncidium sp., Jardin botanique de la reine Sirikit, Thaïlande

- Oncidium abortivoides M.W.Chase & N.H.Williams (2008)
- Oncidium abortivum Rchb.f. (1850)
- Oncidium abruptum Linden & Rchb.f. ex Kraenzl. (1922)
- Oncidium acinaceum Lindl. (1841)
- Oncidium × acuminatissimum (Rchb.f.) M.W.Chase & N.H.Williams (2008)
- Oncidium adamsii (Dodson) M.W.Chase & N.H.Williams (2008)
- Oncidium adelaidae Königer (1995)
- Oncidium × adrianae (L.Linden) M.W.Chase & N.H.Williams (2008)
- Oncidium alberti (P.Ortiz) M.W.Chase & N.H.Williams (2008)
- Oncidium albicans Königer (2008)
- Oncidium alexandrae (Bateman) M.W.Chase & N.H.Williams (2008)
- Oncidium allenii Dressler (2001)
- Oncidium altissimum (Jacq.) Sw. (1800)
- Oncidium alvarezii (P.Ortiz) M.W.Chase & N.H.Williams (2008)
- Oncidium amabile Rchb.f. (1865)
- Oncidium amazonicum (Schltr.) M.W.Chase & N.H.Williams (2008)
- Oncidium amoenum A.Rich. & Galeotti, Ann. Sci. Nat., Bot., sér. 3 (1845)
- Oncidium × andersonianum (Rchb.f.) M.W.Chase & N.H.Williams (2008)
- Oncidium andradeanum Dodson & D.E.Benn., Icon. Pl. Trop., ser. 2 (1989)
- Oncidium × andreetteanum (Dalström & G.Merino) J.M.H.Shaw, Orchid Rev. 120(1297 (2012)
- Oncidium anguloi P.Ortiz (2012)
- Oncidium angustisegmentum D.E.Benn. & Christenson (1998)
- Oncidium ansiferum Rchb.f. (1852)
- Oncidium anthocrene Rchb.f. (1876)
- Oncidium antioquiense Kraenzl. (1922)
- Oncidium arangoi (Königer) M.W.Chase & N.H.Williams (2008)
- Oncidium ariasii Königer (1994)
- Oncidium aristuliferum (Kraenzl.) M.W.Chase & N.H.Williams (2008)
- Oncidium armatum (Rchb.f.) M.W.Chase & N.H.Williams (2008)
- Oncidium aspidorhinum (F.Lehm.) M.W.Chase & N.H.Williams (2008)
- Oncidium astranthum (Linden & Rchb.f.) M.W.Chase & N.H.Williams (2008)
- Oncidium aurarium Rchb.f., Gard. Chron., n.s. (1884)
- Oncidium auriculatoides M.W.Chase & N.H.Williams (2008)
- Oncidium auriculatum (Rolfe) M.W.Chase & N.H.Williams (2008)
- Oncidium auroincarum (Dalström & Ruíz Pérez) J.M.H.Shaw, Orchid Rev. 122(1305 (2014)
- Oncidium ayabacanum D.E.Benn. & Christenson (1998)
- Oncidium baccatum Garay & Dunst. (1976)
- Oncidium × baronii J.M.H.Shaw, Orchid Rev. 120(1297 (2012)
- Oncidium baueri Lindl. (1833)
- Oncidium befortianum Königer (2008)
- Oncidium bennettii Christenson (1995)
- Oncidium bicallosoides M.W.Chase & N.H.Williams (2008)
- Oncidium blandum (Rchb.f.) M.W.Chase & N.H.Williams (2008)
- Oncidium × bockemuhliae J.M.H.Shaw, Orchid Rev. 120(1297 (2012)
- Oncidium boothianum Rchb.f. (1854)
- Oncidium brachyandrum Lindl. (1838)
- Oncidium bracteatum Warsz. & Rchb.f. (1852)
- Oncidium × brandtii (Kraenzl. & Wittm.) M.W.Chase & N.H.Williams (2008)
- Oncidium braunii Regel (1886)
- Oncidium brevicorne (Königer & J.Portilla) M.W.Chase & N.H.Williams (2008)
- Oncidium brevilabrum Rolfe (1894)
- Oncidium brownii (Garay) M.W.Chase & N.H.Williams (2008)
- Oncidium bryocladium Schltr. (1924)
- Oncidium bryolophotum Rchb.f. (1871)
- Oncidium buchtienoides M.W.Chase & N.H.Williams (2008)
- Oncidium bustosii Königer (2003)
- Oncidium cajamarcae Schltr. (1921)
- Oncidium calanthum Rchb.f. (1870)
- Oncidium callacallaense (D.E.Benn. & Christenson) M.W.Chase & N.H.Williams (2008)
- Oncidium caminiophorum Rchb.f. (1852)
- Oncidium caquetanum (Schltr.) M.W.Chase & N.H.Williams (2008)
- Oncidium cardioglossum (Pupulin) M.W.Chase & N.H.Williams (2008)
- Oncidium cardiostigma Rchb.f. (1854)
- Oncidium cariniferum (Rchb.f.) Beer (1854)
- Oncidium caucanum Schltr. (1920)
- Oncidium × charlesworthii H.J.Veitch, Gard. Chron., ser. 3 (1909)
- Oncidium chasei (D.E.Benn. & Christenson) M.W.Chase & N.H.Williams (2008)
- Oncidium cheirophorum Rchb.f. (1852)
- Oncidium chrysomorphum Lindl. (1855)
- Oncidium cinnamomeum (R.Warner & B.S.Williams) M.W.Chase & N.H.Williams (2008)
- Oncidium cirrhosum (Lindl.) Beer (1854)
- Oncidium citrinum Lindl. (1835)
- Oncidium constrictum (Lindl.) Beer (1854)
- Oncidium contaypacchaense (D.E.Benn. & Christenson) M.W.Chase & N.H.Williams (2008)
- Oncidium × cookianum (Rolfe) M.W.Chase & N.H.Williams (2008)
- Oncidium × coradinei (Rchb.f.) M.W.Chase & N.H.Williams (2008)
- Oncidium crassidactylum (Dalström & Ruíz Pérez) J.M.H.Shaw, Orchid Rev. 121(1304 (2013)
- Oncidium crassopterum Chiron (2002)
- Oncidium crescentilabium (C.Schweinf.) M.W.Chase & N.H.Williams (2008)
- Oncidium crinitum (Rchb.f.) M.W.Chase & N.H.Williams (2008)
- Oncidium cristatellum Garay (1970)
- Oncidium cristatum (Lindl.) Beer (1854)
- Oncidium crocidipterum (Rchb.f.) M.W.Chase & N.H.Williams (2008)
- Oncidium cruciferum Rchb.f. & Warsz. (1854)
- Oncidium cruentoides M.W.Chase & N.H.Williams (2008)
- Oncidium cuculligerum (Schltr.) M.W.Chase & N.H.Williams (2008)
- Oncidium cultratum Lindl. (1845)
- Oncidium curvipetalum (D.E.Benn. & Christenson) M.W.Chase & N.H.Williams (2008)
- Oncidium dactyliferum Garay & Dunst. (1972)
- Oncidium dactylopterum Rchb.f., Gard. Chron., n.s. (1875)
- Oncidium deburghgraeveanum (Dalström & G.Merino) J.M.H.Shaw, Orchid Rev. 120(1297 (2012)
- Oncidium decorum Königer (1995)
- Oncidium deltoideum Lindl. (1837)
- Oncidium × denisoniae (auct.) J.M.H.Shaw (2013)
- Oncidium dichromaticum Rchb.f. (1855)
- Oncidium × dicranophorum (Rchb.f.) M.W.Chase & N.H.Williams (2008)
- Oncidium digitoides M.W.Chase & N.H.Williams (2008)
- Oncidium dilatatum (Rchb.f.) M.W.Chase & N.H.Williams (2008)
- Oncidium discobulbon Kraenzl. (1916)
- Oncidium dracoceps (Dalström) M.W.Chase & N.H.Williams (2008)
- Oncidium dulcineae (Pupulin & G.A.Rojas) M.W.Chase & N.H.Williams (2008)
- Oncidium echinops Königer (1995)
- Oncidium eliae (Rolfe) M.W.Chase & N.H.Williams (2008)
- Oncidium emaculatum Ravenna (2008)
- Oncidium endocharis Rchb.f., Gard. Chron., n.s. (1884)
- Oncidium ensatum Lindl. (1842)
- Oncidium epidendroides (Kunth) Beer (1854)
- Oncidium estradae Dodson (1980)
- Oncidium exalatum Hágsater, Orquídea (Mexico City), n.s. (1981)
- Oncidium × excellens (Rchb.f.) M.W.Chase & N.H.Williams (2008)
- Oncidium fasciferum Rchb.f. & Warsz. (1854)
- Oncidium filamentosum (Dalström & Ruíz Pérez) J.M.H.Shaw, Orchid Rev. 122(1305 (2014)
- Oncidium flavobrunneum (Senghas) M.W.Chase & N.H.Williams (2008)
- Oncidium fleckiorum Königer (2008)
- Oncidium fuchsii Königer (2005)
- Oncidium furcatum (Dalström) J.M.H.Shaw, Orchid Rev. 121(1304 (2013)
- Oncidium fuscatum Rchb.f. (1863)
- Oncidium galianoi (Dalström & P.Nuñez) M.W.Chase & N.H.Williams (2008)
- Oncidium × gardstyle Braem & Campacci (1995)
- Oncidium gayi J.M.H.Shaw (2011)
- Oncidium geertianum C.Morren (1848)
- Oncidium gentryi (Dodson) M.W.Chase & N.H.Williams (2008)
- Oncidium ghiesbreghtianum A.Rich. & Galeotti, Ann. Sci. Nat., Bot., sér. 3 (1845)
- Oncidium gloriosum (Linden & Rchb.f.) M.W.Chase & N.H.Williams (2008)
- Oncidium gramazuense (D.E.Benn. & Christenson) M.W.Chase & N.H.Williams (2008)
- Oncidium gramineum (Poepp. & Endl.) M.W.Chase & N.H.Williams (2008)
- Oncidium graminifolium (Lindl.) Lindl. (1841)
- Oncidium hallii (Lindl.) Beer (1854)
- Oncidium hapalotyle Schltr. (1921)
- Oncidium harryanum (Rchb.f.) M.W.Chase & N.H.Williams (2008)
- Oncidium hastatum (Bateman) Lindl. (1850)
- Oncidium hastilabium (Lindl.) Beer (1854)
- Oncidium hauensteinii (Königer) M.W.Chase & N.H.Williams (2008)
- Oncidium heinzelii Königer (2008)
- Oncidium henning-jensenii Pupulin & Bogarín (2012)
- Oncidium hennisii (Rolfe) M.W.Chase & N.H.Williams (2008)
- Oncidium hermansianum (Königer) M.W.Chase & N.H.Williams (2008)
- Oncidium hernandezii Königer (2005)
- Oncidium herrenhusanum Königer & Schlumpb. (2011)
- Oncidium heteranthum Poepp. & Endl. (1836)
- Oncidium heterodactylum Kraenzl. (1922)
- Oncidium heterosepalum (Rchb.f.) M.W.Chase & N.H.Williams (2008)
- Oncidium hieroglyphicum Rchb.f. & Warsz. (1854)
- Oncidium × hinnus (Rchb.f.) M.W.Chase & N.H.Williams (2008)
- Oncidium hintonii L.O.Williams (1941)
- Oncidium hirtzoides M.W.Chase & N.H.Williams (2008)
- Oncidium huebneri (Mansf.) M.W.Chase & N.H.Williams (2008)
- Oncidium hymenanthum (Schltr.) M.W.Chase & N.H.Williams (2008)
- Oncidium hyphaematicum Rchb.f. (1869)
- Oncidium ibis (Schltr.) M.W.Chase & N.H.Williams (2008)
- Oncidium imitans Dressler (1997)
- Oncidium incurvum Barker ex Lindl. (1840)
- Oncidium × inopinatum Christenson (2003)
- Oncidium inouei T.Hashim., Bull. Natl. Sci. Mus. Tokyo (1990)
- Oncidium integrilabre (Pupulin) M.W.Chase & N.H.Williams (2008)
- Oncidium ionopterum Rchb.f. (1876)
- Oncidium iricolor Rchb.f. (1854)
- Oncidium isthmi Schltr. (1922)
- Oncidium ivoneae Königer (2010)
- Oncidium jarmilae Königer (2005)
- Oncidium javieri Archila (1999)
- Oncidium juninense (Schltr.) M.W.Chase & N.H.Williams (2008)
- Oncidium karwinskii (Lindl.) Lindl. (1838)
- Oncidium kegeljanii (É.Morren) M.W.Chase & N.H.Williams (2008)
- Oncidium khoochongyeei J.M.H.Shaw, Orchid Rev. 120(1297 (2012)
- Oncidium koechlinianum Collantes & G.Gerlach (2011)
- Oncidium koenigeri M.W.Chase & N.H.Williams (2009)
- Oncidium × kraenzlinii (O'Brien) M.W.Chase & N.H.Williams (2008)
- Oncidium laeve (Lindl.) Beer (1854)
- Oncidium lancifolium Lindl. (1845)
- Oncidium leeanum (Rchb.f.) M.W.Chase & N.H.Williams (2008)
- Oncidium lehmannianum (Kraenzl.) M.W.Chase & N.H.Williams (2008)
- Oncidium lehmannii (Rchb.f.) M.W.Chase & N.H.Williams (2008)
- Oncidium leleui R.Jiménez & Soto Arenas, Orquídea (Mexico City), n.s. (1990)
- Oncidium lentiginosum Rchb.f. (1854)
- Oncidium leopardinum Lindl. (1855)
- Oncidium lepidum Linden & Rchb.f. (1870)
- Oncidium lepturum Rchb.f., Gard. Chron., n.s. (1886)
- Oncidium leucochilum Bateman ex Lindl. (1837)
- Oncidium leucomelas (Rchb.f.) Dressler & N.H.Williams (2003)
- Oncidium ligiae Königer (1995)
- Oncidium × limbatum (Rchb.f.) M.W.Chase & N.H.Williams (2008)
- Oncidium lindleyoides M.W.Chase & N.H.Williams (2008)
- Oncidium lineoligerum Rchb.f. & Warsz. (1854)
- Oncidium lisae Königer (2011)
- Oncidium llanachagaense (D.E.Benn. & Christenson) M.W.Chase & N.H.Williams (2008)
- Oncidium lucianianum (Rchb.f.) M.W.Chase & N.H.Williams (2008)
- Oncidium × ludwigianum (Roeth) J.M.H.Shaw, Orchid Rev. 120(1297 (2012)
- Oncidium × lueroroides M.W.Chase & N.H.Williams (2008)
- Oncidium luteopurpureum (Lindl.) Beer (1854)
- Oncidium luteum Rolfe (1893)
- Oncidium lutzii (Königer) M.W.Chase & N.H.Williams (2008)
- Oncidium lykaiosii R.Vásquez & Dodson (2001)
- Oncidium machupicchuense (D.E.Benn. & Christenson) M.W.Chase & N.H.Williams (2008)
- Oncidium macrobulbon (Kraenzl.) M.W.Chase & N.H.Williams (2008)
- Oncidium maculatum (Lindl.) Lindl. (1841)
- Oncidium × maderoanum J.M.H.Shaw, Orchid Rev. 121(1304 (2013)
- Oncidium maduroi Dressler (2000)
- Oncidium magdalenae Rchb.f. (1855)
- Oncidium magnificum Senghas (1993)
- Oncidium maizifolium Lindl. (1846)
- Oncidium malleiferum (Rchb.f.) M.W.Chase & N.H.Williams (2008)
- Oncidium manningianum Königer (2008)
- Oncidium mantense Dodson & R.Estrada (2003)
- Oncidium manuelariasii M.W.Chase & N.H.Williams (2008)
- Oncidium marinii (Königer) M.W.Chase & N.H.Williams (2008)
- Oncidium × marriottianum (Rchb.f.) M.W.Chase & N.H.Williams (2008)
- Oncidium martinezii Königer (2005)
- Oncidium massangei É.Morren (1877)
- Oncidium mathieuanum Rchb.f. & Warsz. (1856)
- Oncidium mexicanum (L.O.Williams) M.W.Chase & N.H.Williams (2008)
- Oncidium micklowii (Dalström) M.W.Chase & N.H.Williams (2008)
- Oncidium microstigma Rchb.f. (1854)
- Oncidium millianum Rchb.f., Gard. Chron., n.s. (1878)
- Oncidium minaxoides M.W.Chase & N.H.Williams (2008)
- Oncidium mirandoides M.W.Chase & N.H.Williams (2008)
- Oncidium mirandum (Rchb.f.) M.W.Chase & N.H.Williams (2008)
- Oncidium mixturum (Dalström & Sönnemark) M.W.Chase & N.H.Williams (2008)
- Oncidium morganii (Dodson) M.W.Chase & N.H.Williams (2008)
- Oncidium multistellare (Rchb.f.) M.W.Chase & N.H.Williams (2008)
- Oncidium × mulus (Rchb.f.) M.W.Chase & N.H.Williams (2008)
- Oncidium × murrellianum (Rchb.f.) M.W.Chase & N.H.Williams (2008)
- Oncidium naevium (Lindl.) Beer (1854)
- Oncidium nebulosum Lindl. (1841)
- Oncidium neovierlingii J.M.H.Shaw (2014)
- Oncidium nevadense (Rchb.f.) M.W.Chase & N.H.Williams (2008)
- Oncidium niesseniae Königer (1996)
- Oncidium nigratum Lindl. & Paxton (1850)
- Oncidium nobile (Rchb.f.) M.W.Chase & N.H.Williams (2008)
- Oncidium noezlianum (Mast.) M.W.Chase & N.H.Williams (2008)
- Oncidium oblongatum Lindl. (1844)
- Oncidium obryzatoides Kraenzl. (1922)
- Oncidium obryzatum Rchb.f. & Warsz. (1854)
- Oncidium obstipum Königer & Posada (2009)
- Oncidium odoratum (Lindl.) Beer (1854)
- Oncidium oliganthum (Rchb.f.) L.O.Williams ex Correll (1948)
- Oncidium orbatum Kraenzl. (1922)
- Oncidium ornithocephalum Lindl. (1855)
- Oncidium ornithopodum Rchb.f., Gard. Chron., n.s. (1879)
- Oncidium ornithorhynchum Kunth (1816)
- Oncidium orthostatoides D.E.Benn. & Christenson (1994)
- Oncidium orthotis Rchb.f. (1888)
- Oncidium ottonis Schltr. (1914)
- Oncidium oviedomotae Hágsater, Orquídea (Mexico City), n.s. (1973)
- Oncidium oxyceras (Königer & J.G.Weinm.) M.W.Chase & N.H.Williams (2008)
- Oncidium panamense Schltr. (1922)
- Oncidium panchrysum Lindl. (1849)
- Oncidium panduratoides M.W.Chase & N.H.Williams (2008)
- Oncidium panduratum Rolfe (1895)
- Oncidium papilioides M.W.Chase & N.H.Williams (2008)
- Oncidium parviflorum L.O.Williams (1942)
- Oncidium × pauwelsii (Rolfe) J.M.H.Shaw, Orchid Rev. 121(1304 (2013)
- Oncidium peltiforme Königer (1999)
- Oncidium pentadactylon Lindl. (1845)
- Oncidium pergameneum Lindl. (1842)
- Oncidium perpusillum (Kraenzl.) M.W.Chase & N.H.Williams (2008)
- Oncidium pichinchense (Dodson) M.W.Chase & N.H.Williams (2008)
- Oncidium pictum Kunth (1816)
- Oncidium picturatissimum (Kraenzl.) M.W.Chase & N.H.Williams (2008)
- Oncidium picturatum Rchb.f. (1854)
- Oncidium planilabre Lindl. (1851)
- Oncidium platychilum Schltr. (1924)
- Oncidium platynaris (Dalström) M.W.Chase & N.H.Williams (2008)
- Oncidium poikilostalix (Kraenzl.) M.W.Chase & N.H.Williams (2008)
- Oncidium polyadenium Lindl. (1855)
- Oncidium polycladium Rchb.f. ex Lindl. (1855)
- Oncidium pongratzianum Königer & J.Portilla (2005)
- Oncidium portillae Königer (2000)
- Oncidium portillaellum M.W.Chase & N.H.Williams (2008)
- Oncidium portilloides M.W.Chase & N.H.Williams (2008)
- Oncidium portmannii (Bockemühl) M.W.Chase & N.H.Williams (2008)
- Oncidium posadaroides M.W.Chase & N.H.Williams (2008)
- Oncidium posadarum Königer (1995)
- Oncidium povedanum (P.Ortiz) M.W.Chase & N.H.Williams (2008)
- Oncidium praenitens (Rchb.f.) M.W.Chase & N.H.Williams (2008)
- Oncidium praestanoides M.W.Chase & N.H.Williams (2008)
- Oncidium × praevisum (Rolfe) J.M.H.Shaw, Orchid Rev. 121(1304 (2013)
- Oncidium pseudounguiculatum (Pupulin & Dressler) M.W.Chase & N.H.Williams (2008)
- Oncidium punctulatum Dressler (2001)
- Oncidium putumayense (P.Ortiz) M.W.Chase & N.H.Williams (2008)
- Oncidium reflexum Lindl. (1837)
- Oncidium reichenheimii (Linden & Rchb.f.) Garay & Stacy (1974)
- Oncidium renatoi (Königer) M.W.Chase & N.H.Williams (2008)
- Oncidium retusum Lindl. (1837)
- Oncidium reversoides M.W.Chase & N.H.Williams (2008)
- Oncidium reversum (Rchb.f.) M.W.Chase & N.H.Williams (2008)
- Oncidium rhynchanthum (Rchb.f.) M.W.Chase & N.H.Williams (2008)
- Oncidium rionegrense Archila & Chiron (2011)
- Oncidium rodrigoi Königer (1999)
- Oncidium × rolfei J.M.H.Shaw, Orchid Rev. 120(1297 (2012)
- Oncidium romanii Königer (2008)
- Oncidium roseum (Lindl.) Beer (1854)
- Oncidium rutkisii Foldats (1996)
- Oncidium sarahforsythiae J.M.H.Shaw, Orchid Rev. 120(1297 (2012)
- Oncidium sathishkumarii J.M.H.Shaw, Orchid Rev. 120(1297 (2012)
- Oncidium savegrensis (Pupulin) M.W.Chase & N.H.Williams (2008)
- Oncidium saxicola Schltr. (1924)
- Oncidium sceptrum (Rchb.f. & Warsz.) M.W.Chase & N.H.Williams (2008)
- Oncidium schildhaueri Königer (2012)
- Oncidium schillerianum Rchb.f. (1854)
- Oncidium schroederianum (O'Brien) Garay & Stacy (1974)
- Oncidium sengerorum (Königer) J.M.H.Shaw (2014)
- Oncidium sergii (P.Ortiz) M.W.Chase & N.H.Williams (2008)
- Oncidium sessile Lindl. & Paxton (1850)
- Oncidium silvanoi Königer (2001)
- Oncidium sotoanum R.Jiménez & Hágsater (2010)
- Oncidium spectatissimum (Lindl.) M.W.Chase & N.H.Williams (2008)
- Oncidium sphacelatum Lindl. (1841)
- Oncidium stelligerum Rchb.f. (1873)
- Oncidium × stellimicans (Rchb.f.) M.W.Chase & N.H.Williams (2008)
- Oncidium stenobulbon Kraenzl. (1922)
- Oncidium stenoglossum (Schltr.) Dressler & N.H.Williams, Orquídea (Mexico City), n.s. (1975)
- Oncidium storkii Ames & C.Schweinf. (1930)
- Oncidium strictum (Cogn.) M.W.Chase & N.H.Williams (2008)
- Oncidium subuligerum (Rchb.f.) M.W.Chase & N.H.Williams (2008)
- Oncidium tectum Rchb.f., Gard. Chron., n.s. (1875)
- Oncidium tenellum F.Gérard (1847)
- Oncidium tenuifolium (Dalström) M.W.Chase & N.H.Williams (2008)
- Oncidium tenuipes Kraenzl. (1916)
- Oncidium tenuirostre (Kraenzl.) M.W.Chase & N.H.Williams (2008)
- Oncidium tenuoides M.W.Chase & N.H.Williams (2008)
- Oncidium tetrotis Rchb.f. & Warsz. (1854)
- Oncidium tigratum Rchb.f. & Warsz. (1854)
- Oncidium tigrinum Lex. (1825)
- Oncidium tigroides (C.Schweinf.) M.W.Chase & N.H.Williams (2008)
- Oncidium tipuloides Rchb.f. (1852)
- Oncidium toachicum Dodson (1980)
- Oncidium trachycaulon Schltr. (1920)
- Oncidium trimorion (Königer) M.W.Chase & N.H.Williams (2008)
- Oncidium trinasutum Kraenzl. (1922)
- Oncidium tripudians (Rchb.f. & Warsz.) M.W.Chase & N.H.Williams (2008)
- Oncidium tsubotae Königer (1996)
- Oncidium uncinatum (Pupulin, G.Merino & J.Valle) J.M.H.Shaw, Orchid Rev. 120(1297 (2012)
- Oncidium undatiflorum (Ruiz & Pav.) Pupulin (2012)
- Oncidium unguiculatum Lindl. (1846)
- Oncidium unguiculoides M.W.Chase & N.H.Williams (2008)
- Oncidium universitas-cuencae Königer & D.Vázquez (2007)
- Oncidium velleum (Rchb.f.) M.W.Chase & N.H.Williams (2008)
- Oncidium vernixium Linden & Rchb.f. (1870)
- Oncidium vierlingii (Senghas) M.W.Chase & N.H.Williams (2008)
- Oncidium vulcanicum (Rchb.f.) M.W.Chase & N.H.Williams (2008)
- Oncidium wallisii (Linden & Rchb.f.) M.W.Chase & N.H.Williams (2008)
- Oncidium wallisoides M.W.Chase & N.H.Williams (2008)
- Oncidium warszewiczii Rchb.f. (1852)
- Oncidium × wattianum (Rolfe) J.M.H.Shaw, Orchid Rev. 121(1304 (2013)
- Oncidium weddellii Lindl. (1855)
- Oncidium weinmannianum (Königer) M.W.Chase & N.H.Williams (2008)
- Oncidium wentworthianum Bateman ex Lindl. (1840)
- Oncidium × wilckeanum (Rchb.f.) M.W.Chase & N.H.Williams (2008)
- Oncidium wyattianum (A.G.Wilson) M.W.Chase & N.H.Williams (2008)
- Oncidium xanthornis Rchb.f. ex Kraenzl. (1922)
- Oncidium zelenkoanum Dressler & Pupulin (2003)
- Oncidium zimmermanniana (Königer) J.M.H.Shaw (2014)

## Culture

### Température
Se contente des températures d'appartement, avec une préférence pour les températures un peu fraîches (18-20). Pour la faire fleurir, il ne faut pas hésiter à lui offrir une différence de température de 5 degrés entre le jour et la nuit pendant un mois.

### Lumière
Les oncidium demandent une lumière vive, sans soleil direct aux heures chaudes. Un signe de bon éclairage est la couleur des feuilles qui doit être vert-jaune. 

### Eau
Non calcaire de préférence et sans chlore (penser aux cartouches filtrantes si votre eau du robinet est trop calcaire).

### Arrosages
Modérés. Il faut laisser sécher le compost un peu entre deux arrosages. Les racines apprécient les composts très bien drainés. Diminuer les arrosages quand les nouveaux pseudo-bulbes sont matures. Certaines variétés d'oncidium apprécient que leurs racines sèchent rapidement. Elles conviennent alors particulièrement à la culture sur plaque si leur développement le permet.

### Humidité
Apprécient les vaporisations.
Il faut savoir que cette plante recherche avant tout le soleil

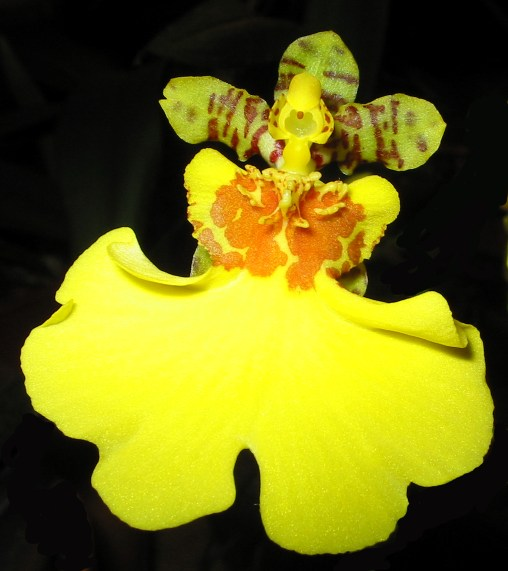
Fleur d'Oncidium hybride (Oncidium Goldiana)

### Rempotages
Normalement à la fin de l'hiver ou au printemps, après floraison. Petits pots bien tolérés. Utiliser de préférence un pot non poreux (pas de pot en terre cuite), afin de ne pas concentrer les sels minéraux. Sinon, il est recommandé de rincer le compost à l'eau claire de temps en temps. Après le rempotage, attendez deux semaines avant de reprendre le rythme normal des arrosages; mais bassinez la surface du compost et vaporisez l'envers des feuilles. 

### Substratconseillé
Granulométrie fine à moyenne, à base d'écorce de pin, d'argile expansée, charbon de bois, polystyrène.

### Apports d'engrais
Ils sont nécessaires pour obtenir une belle floraison et se font au rythme d'un arrosage sur deux toute l'année avec un engrais équilibré. Vous pouvez donner un engrais de croissance (riche en azote) lorsque les nouveaux pseudo-bulbes se développent, jusqu'à ce que ceux-ci aient atteint la moitié de leur taille finale, et donner ensuite un engrais de floraison (riche en phosphore et potassium).

### Remarques
Ne jamais couper les hampes florales, elles peuvent fleurir successivement de nombreuses années.

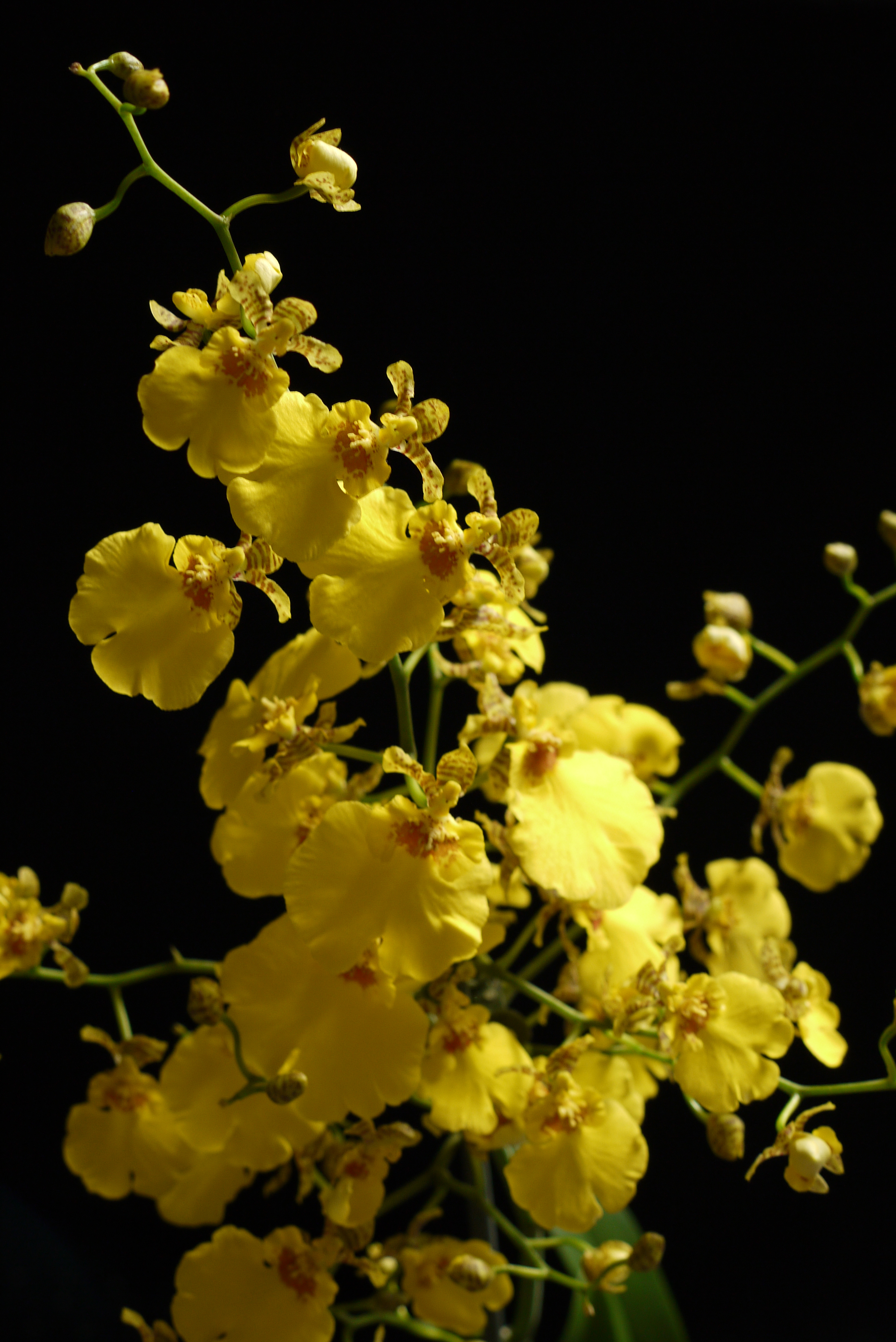
Fleurs et hampe florale
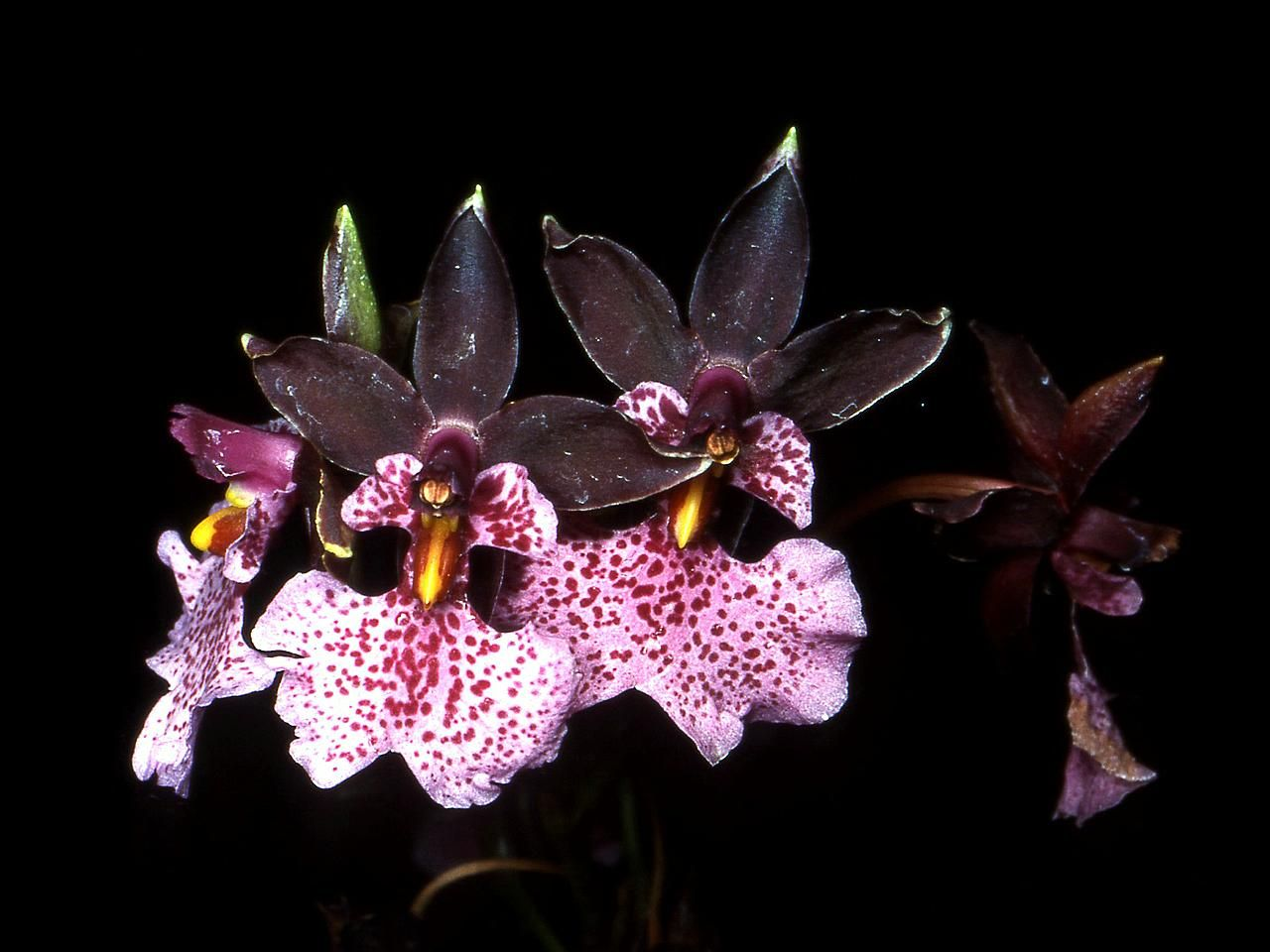
Fleurs d'Oncidium nubigenum
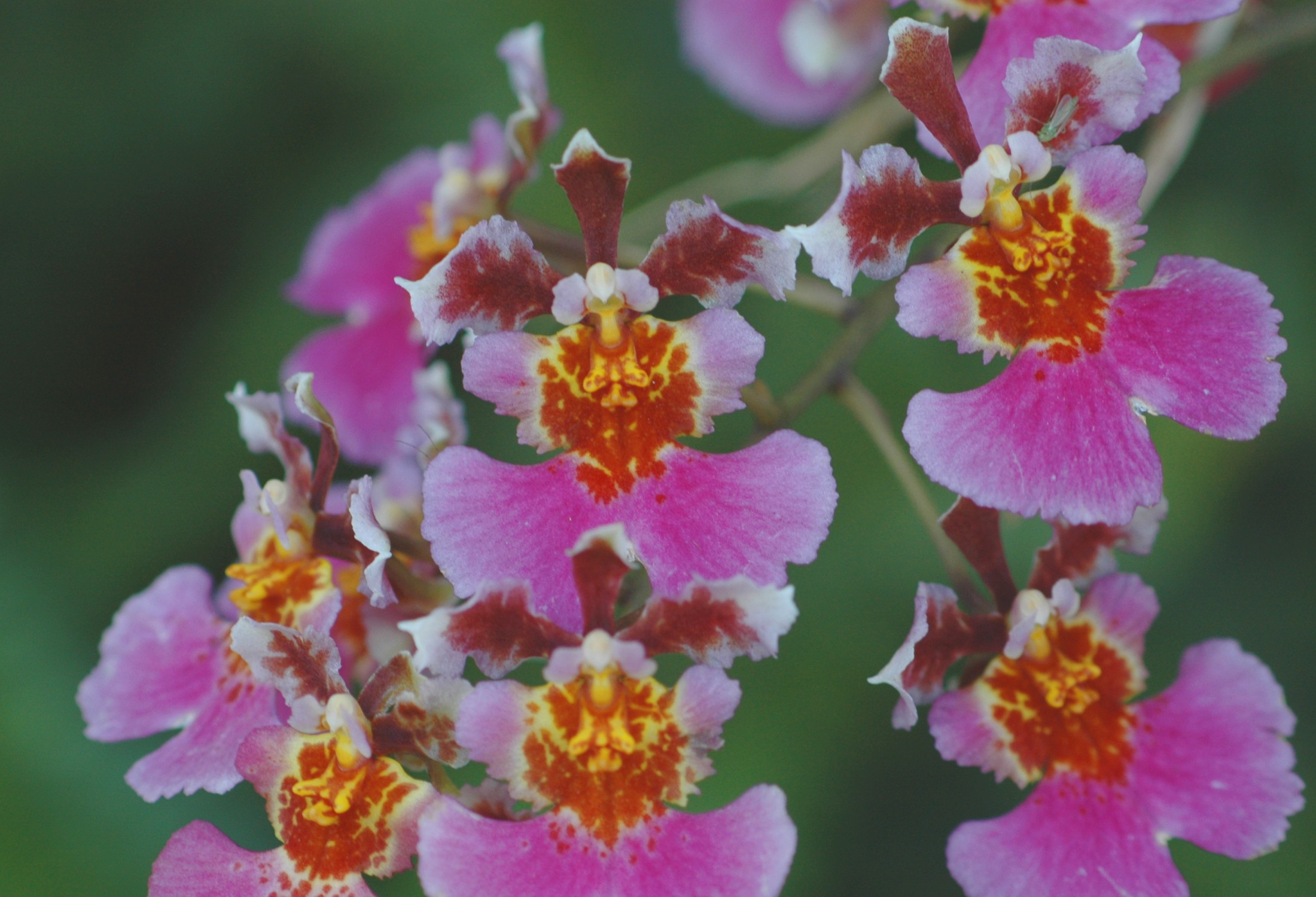
Fleurs d'Oncidium hybride
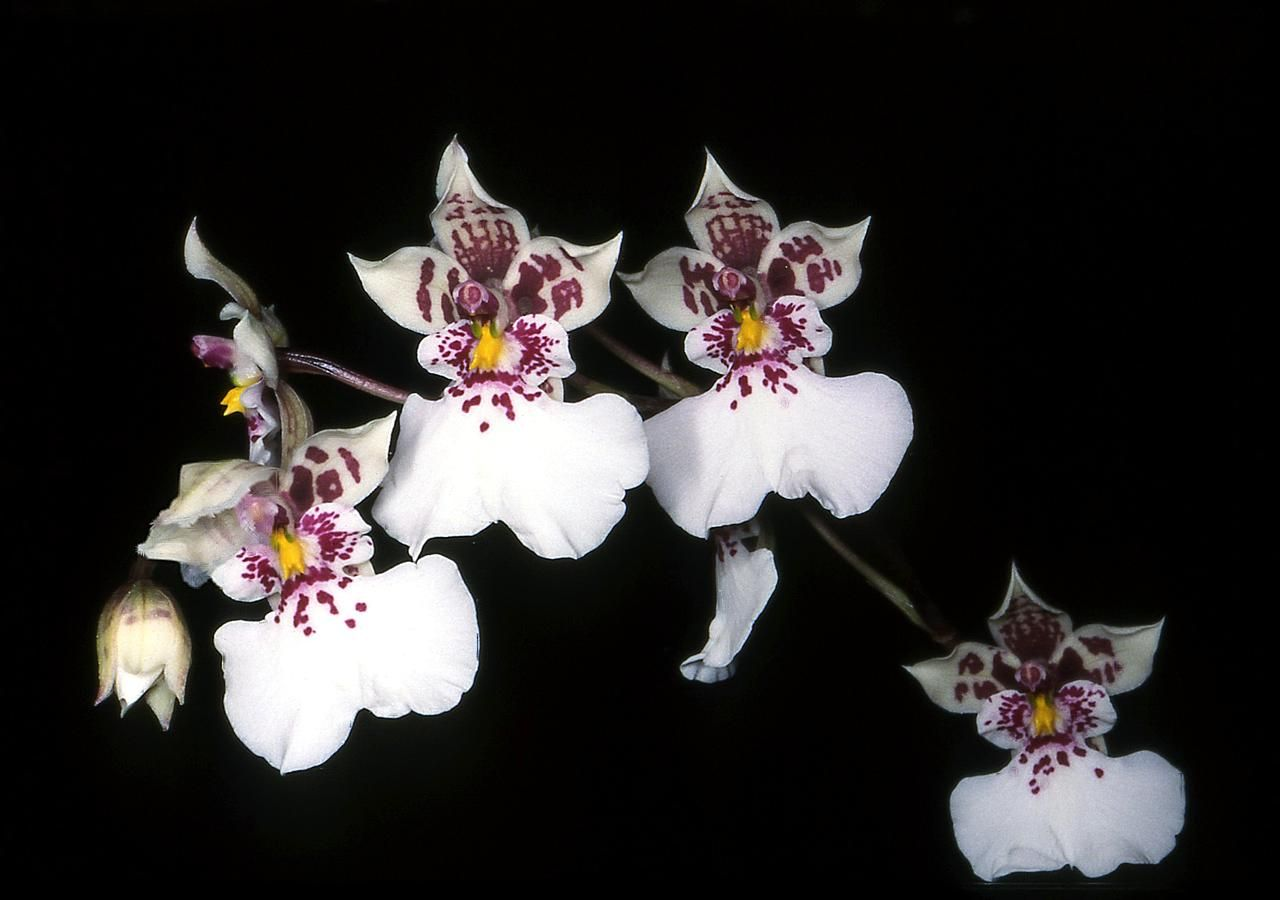
Fleurs d'Oncidium phalaenopsis